# Masayo Miyagawa
Miyagawa Masayo (jap. 宮川 匡代, Miyagawa Masayo; * 10. März 19xx) ist eine japanische Manga-Zeichnerin. Sie hat bereits über 70 Bücher veröffentlicht.
Ihr erstes Werk als professionelle Zeichnerin veröffentlichte Miyagawa 1979 mit der Kurzgeschichte 92-satsu no Anata to Watashi in der Juni-Ausgabe des Manga-Magazins Bessatsu Margaret. Es folgten zahlreiche weitere kurze Werke für dieses Magazin. Der Shūeisha-Verlag bringt seit den 1980er Jahren ihre Mangas auch in Taschenbuchbänden heraus; oft sind es Bände mit mehreren Kurzgeschichten, manchmal auch Sammelbandveröffentlichungen von Serien.
Ein Erfolg gelang der Autorin mit der siebenbändigen Manga-Serie One – Ai ni naritai, an der sie von 1987 bis 1988 für Bessatsu Margaret arbeitete. Mit einem Umfang von etwa 3000 Seiten in 19 Sammelbänden ist Ringo to Hachimitsu ihr bislang längstes Werk. Es erschien zunächst ab 1998 im Bouquet-Magazin, wechselte nach dessen Einstellung jedoch ins neu gegründete Cookie-Magazin bzw. später ins Cookie Box, in dem es noch immer veröffentlicht wird.
Während sich all ihre bis dahin veröffentlichten Arbeiten als Shōjo-Manga vor allem an jugendliche Mädchen im Mittel- und Oberschulalter richteten, bringt Miyagawa seit Anfang der 2000er Jahre vor allem Josei-Manga für erwachsene Frauen heraus. Diese Josei-Mangas – darunter das sieben Bände umfassende Loveholic sowie die noch nicht abgeschlossene Serie Kiss and Fight – erscheinen in Magazinen wie Chorus und Silky.

## Werke (Auswahl)
- 92-satsu no Anata to Watashi (92冊のあなたとわたし), 1979
- Glass no On Road (ガラスのオンロード, Garasu no On Rōdo), 1984
- Toy Boy (Toyボーイ, Toy Bōi), 1986
- One – Ai ni naritai (One―愛になりたい), 1986–1988
- Jōkyūsei (上級生), 1989–1990
- Suki shika shiranai (好きしか知らない), 1990–1991
- 15-sai no Revue (15歳のレビュー), 1992
- Suashi no Kimi o (素足の君を), 1992–1993
- Two Hearts, 1995–1996
- Kare no Ondo (彼の温度), 1997–1998
- Ringo to Hachimitsu (林檎と蜂蜜), seit 1998
- Loveholic (ラブホリック, Rabuhorikku), 2000–2004
- Kiss and Fight, seit 2003
- Heavenly Kiss (ヘヴンリー・キス, Hebenrī Kisu), 2004–2006